# Diarylchinolin-Antibiotikum
Diarylchinolin-Antibiotika (kurz auch nur Diarylchinoline, DARQ) sind eine Gruppe von antibiotischen Substanzen, die gegen Mykobakterien wirken.

Erstes therapeutisch verwendetes Diarylchinolin ist Bedaquilin

Ihr Wirkungsmechanismus setzt an der c-Untereinheit der mykobakteriellen ATP-Synthase an, einem für den zellulären Energiestoffwechsel bedeutsamen Enzym. Die Wirkung ist bakterizid. Der Effekt auf die ATP-Synthase ist sehr spezifisch, das eukaryontische Enzym wird nicht gehemmt. Therapeutisch bedeutsam sind DARQ für die Behandlung der Tuberkulose, die gegenüber anderen Mitteln resistent ist (MDR-TB, multi drug resistant Mycobacterium tuberculosis).

Chinolin-Strukturelement der Diarylchinolin-Antibiotika

Neben dem Wirkungsmechanismus unterscheiden sich die DARQ ferner strukturell von anderen antimikrobiellen Chinolin- (u. a. Mefloquin) und Chinolonwirkstoffgruppen (z. B. Fluorchinolone). Ein wesentlicher Unterschied ist die Spezifität der funktionalisierten Seitenkette, die DARQ in Position 3 des Chinolingerüsts tragen.
Der erste zur Behandlung der MDR-Tuberkulose zugelassene Wirkstoff ist Bedaquilin. Experimentelle DARQ sind TBAJ-587 und  TBAJ-876, die im Tiermodell bessere Wirksamkeit als Bedaquilin bei günstigerem Nebenwirkungsprofil gezeigt haben.